# کوت‌آباد
کوت آباد روستایی است از توابع شهرستان کمیجان در استان مرکزی. این روستا در دهستان اسفندان در بخش مرکزی این شهرستان قرار دارد پایه گذار روستا حق مراد است که جدش نوروز خان که ازخان های ایل قشقایی بوده  به همراه خانواده اش از شیراز به سمت منطقه  برچلو حرکت می‌کندو در روستای خسروبیگ ساکن میشود و حق مراد به همراه دو برادرش از خسروبیگ مهاجرت میکند یکی از برادرانش به چلبی میرودودیگری به یاسبلاغ وحق مراد هم به کوت آباد امروزی می‌رود و رفته رفته آنجا شکل روستایی پیدا می‌کند  محل خانه های آن موقع در باران آقاج بوده و قبرستان قدیمی روستاهم نزدیکی همانجا هست که خانواده اقوام حق مراد دفن شده اند بین کوت آباد قدیم و کوت آباد  جدیدرودخانه ای وجود دارد که که نوه های حق مراد خانه هایشان را بنا کردندوبه زراعت و دامپروری پرداختند بعدها طایفه هایی به کوت آباد اضافه شدند .طایفه خلج از فیض آباد آشتیان و طایفه میرزا علی و طایفه کتاب و راستگردانی هاوعده و خانواده ای هم از کدخورد وچلبی وکلوان وپرکک به روستا آمدند و کاشانه ی خود را بنا کردند امروزه اهالی روستا به زراعت و دامداری و دامپروری و باغ داری (باغ انگور دیم) مشغول هستند از مکانهای گردشگری میتوان سنگ نوشته ۴۰هزار ساله وشهیدلر قبره که در نزدیکی سد کوت آباد دفن شده اند وجوه های اوچ تپه اشاره کرد.[۱].[۲]

## مشخصات منطقه‌ای
روستای کوت آباد طبق تقسیمات اخیر کشوری، ازتوابع دهستان اسفندان و بخش مرکزی شهرستان کمیجان می‌باشد. این روستا بامختصات جغرافیایی ۴۹درجه و ۴۹دقیقه طول شرقی و۳۹درجه و۲۴دقیقه عرض شمالی در شمال غربی استان مرکزی قراردارد. فاصله روستای کوت آباد تا مرکز شهرستان ۲۰کیلومتر می‌باشد.

## جمعیت
طبق سرشماری مرکز آمار ایران، جمعیت کوت آباد در سال ۱۳۸۵ برابر با ۳۵۷ نفر بوده‌است. این روستا ۸۲ خانوار دارد. 